# Gudgeri, Kundgol
Gudgeri là một làng thuộc tehsil Kundgol, huyện Dharwad, bang Karnataka, Ấn Độ.